# Bettelmatt
Il bettelmatt è un formaggio prodotto esclusivamente in alcuni alpeggi estivi siti nell'Ossola superiore
.
In particolare, alpe Bettelmatt, Kastel, Vannino e Toggia che si trovano in alta Val Formazza, mentre alpe Forno, Sangiatto e Poiala in Valle Antigorio (e più precisamente in Valle di Devero), tutti oltre i 1800 m s.l.m.

## Storia
Con il nome bettelmatt si identifica fin dal XIII secolo, un formaggio di eccellenza che veniva utilizzato come merce di scambio.
Il nome Bettelmatt deriva da battel che significa questua, quindi era senz'altro utilizzato per forme di beneficenza, l'unione a matt, che in tedesco significa pascolo, rende chiaro il significato del nome in: pascolo della questua.
Il suo nome deriva dall'omonima Alpe Bettelmatt anticamente dei signori de Rodis. Deve la sua fama alla ricchissima fioritura del pascolo.
L'attuale tecnica di preparazione risale al Quattrocento. Il latte intero, prima utilizzato solo per produrre formaggio semi-grasso e burro, da allora viene portato a temperatura direttamente all'alpeggio. Il formaggio prodotto viene pressato con grosse pietre, lasciato riposare un giorno, salato e conservato in piccole baite chiamate "Speicher".
Nel 1710 si parla già di un formaggio Bettelmatto in documenti dell'Archivio Borromeo. Vasti pascoli di produzione sono stati distrutti, negli anni 30, dalla costruzione di diversi bacini idroelettrici.

## Descrizione

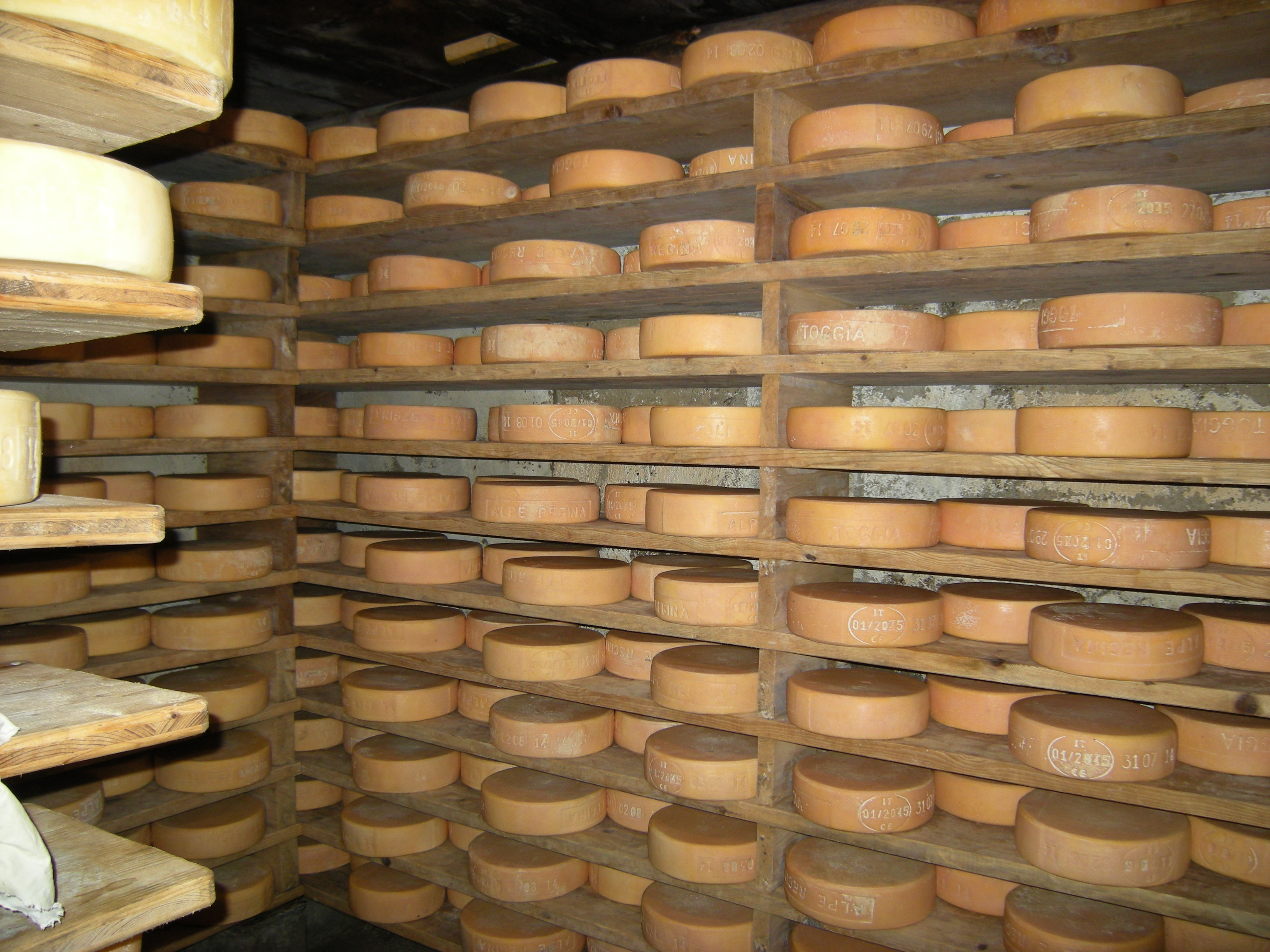
Cantina stagionatura Bettelmatt.

Il bettelmatt è un formaggio a pasta semi cotta e si ottiene dalla lavorazione di latte vaccino intero crudo, prodotto da bovine di razza bruna italiana nutrite al pascolo. La stagionatura minima è di due mesi. L'originale presenta il marchio a fuoco, sullo scalzo la data di fabbricazione e il nome dell'alpeggio di produzione accompagnato dal numero di bollo CEE del caseificio.
L'aroma particolare di questo formaggio è strettamente legato al mix di erbe e fiori, tra cui l'erba mutellina (Ligusticum Mutellina chiamata anche "Muttolina" in Ossola), presente nelle zone di alta montagna antigoriano/formazzina dove il bestiame viene portato al pascolo e dove il formaggio viene prodotto.
La vegetazione di cui si nutre il bestiame fiorisce rigogliosa in estate, per un periodo molto breve, in un clima molto particolare caratterizzato da notti molto fredde con giornate molto luminose che ne favoriscono la fotosintesi.